# جيمي كيلي (لاعب كرة قدم مواليد 1933)
جيمي كيلي (بالإنجليزية: Jimmy Kelly)‏ هو لاعب كرة قدم ومدرب كرة قدم بريطاني في مركز الهجوم، ولد في 4 يونيو 1933 في بلزهيل ‏ في المملكة المتحدة. لعب مع بريستون نورث إيند وسويندون تاون ونادي بيتربورو يونايتد ونادي والسول ويوفل تاون.